# 가가 (불교)
가가(家家, 산스크리트어: kulaṃkula), 가가성자(家家聖者), 가가수다원(家家須陀洹) 또는 가가사다함(家家斯陀含)은 불교의 성자의 한 부류로, 욕계의 ① 상상품(上上品) ② 상중품(上中品) ③ 상하품(上下品) ④ 중상품(中上品) ⑤ 중중품(中中品) ⑥ 중하품(中下品) ⑦ 하상품(下上品) ⑧ 하중품(下中品) ⑨ 하하품(下下品)의 9품의 수혹 중 ① ② ③ 의 3품 또는 ① ② ③ ④의 4품을 끊은 수도위의 성자를 말한다.
달리 말하면, 욕계 9품의 수혹 중 아직 어떤 수혹도 끊지 않은 상태의 성자인 예류과의 성자가 3품 또는 4품의 수혹을 단멸하였을 때 그 성자를 칭하는 이름이 바뀌어 예류(예류향 · 예류과) 즉 수다원(수다원향 · 수다원과)이라고 부르지 않고 가가라고 부르게 된다.
① ② ③ 의 3품의 욕계 수혹을 단멸한 성자는 이후 열반에 이르기까지 최대 3생이 걸리기 때문에 3생가가(三生家家)라고 불리고, ① ② ③ ④의 4품을 욕계 수혹을 단멸한 성자는 이후 열반에 이르기까지 최대 2생이 걸리기 때문에 2생가가(二生家家)라고 불린다. 하지만, 최대 3생 또는 2생일 뿐 가가가 된 성자가 이후  반드시 3생 또는 2생을 거쳐야 열반에 드는 것은 아니다. 예를 들어, 3품 또는 4품의 욕계 수혹을 단멸하여 가가가 된 후 더욱 정진하여 현생에서 일래과에 든 후 생을 마친 경우 바로 다음 생에서 열반에 들 수도 있으며, 또는 가가가 된 후 더욱 정진하여 현생에서 열반하여 다음 생을 받지 않을 수도 있으며, 또는 가가가 된 후 더욱 정진하여 현생에서 불환의 성자가 되어 상류반(上流般, 상계로 전생하여 반열반, 3생을 초과함)할 수도 있다.
일반적으로 말해, 가가는 3생가가와 2생가가를 통칭하는 것이라고도 할 수 있는데, 아래 표에서 보는 바와 같이 가가는 4향4과 중 일래향에 속한다. 가가는 욕계 9품의 수혹 중 3~4품을 끊은 성자이고 일래향은 욕계 9품의 수혹 중 1~5품을 끊은 성자이기 때문이다.
| 3향3과 | 단멸한 번뇌                | 단멸에 소요되는 생                     | 별도 명칭      |
| 예류향 | 견혹                       | 알 수 없음, 견혹은 단박(16심)에 끊어짐 |                |
| 예류과 | 견혹                       | 알 수 없음, 견혹은 단박(16심)에 끊어짐 |                |
| 일래향 | 욕계 수혹 ① 상상품(上上品) | 최대 2생                               |                |
| 일래향 | 욕계 수혹 ② 상중품(上中品) | 최대 1생                               |                |
| 일래향 | 욕계 수혹 ③ 상하품(上下品) | 최대 1생                               | 가가 · 3생가가 |
| 일래향 | 욕계 수혹 ④ 중상품(中上品) | 최대 1생                               | 가가 · 2생가가 |
| 일래향 | 욕계 수혹 ⑤ 중중품(中中品) | 최대 1생                               |                |
| 일래과 | 욕계 수혹 ⑥ 중하품(中下品) | 최대 1생                               |                |
| 불환향 | 욕계 수혹 ⑦ 하상품(下上品) | 최대 1생                               | 일간           |
| 불환향 | 욕계 수혹 ⑧ 하중품(下中品) | 최대 1생                               | 일간           |
| 불환과 | 욕계 수혹 ⑨ 하하품(下下品) | 최대 1생                               |                |
| 합계   | 욕계 수혹 9품              | 견도 후 열반까지 최대 7생              |                |

가가(家家)은 다음의 분류 또는 체계에 속한다.
- 수도위에 있는 성자의 한 부류이다.
- 4향4과 중 아라한향에 속하는 성자의 한 부류이다.
- ① 수신행 ② 수법행 ③ 신해 ④ 견지 ⑤ 신증 ⑥ 가가 ⑦ 일간 ⑧ 예류향 ⑨ 예류과 ⑩ 일래향 ⑪ 일래과⑫ 불환향 ⑬ 불환과 ⑭ 중반 ⑮ 생반 ⑯ 유행반 ⑰ 무행반 ⑱ 상류반의 18유학(十八有學) 중의 하나이다.
- 18유학(十八有學)과 9무학(九無學)을 통칭하는 27현성(二十七賢聖) 중의 하나이다.

## 3생가가와 2생가가
가가(家家)는 집에서 집으로 옮겨 간다는 뜻인데, 인(人)에서 천(天)으로 또는 천에서 인으로 옮겨 가는 것을 뜻한다.  즉, 욕계의 인간도에서 욕계의 천상도(즉, 6욕천)로, 욕계의 천상도(즉, 6욕천)에서 욕계의 인간도로 옮겨 가는 것을 말한다. 이것은 인간도에서 3품 또는 4품의 욕계 수혹을 단멸하여 가가라는 명칭을 획득한 후 그 생을 마치면 다음 생에는 천상도에 태어나고, 천상도(6욕천)에서 가가라는 명칭을 획득한 후 그 생을 마치면 다음 생에는 인간도에 태어난다는 것을 뜻한다. 
그리고 위의 표에서 단멸에 소요되는 생은 특정한 도, 즉, 인간도 또는 천상도 중 하나에서의 생을 말한다. 말하자면, 3생가가(三生家家)는 열반에 이르기까지, 즉, 가가가 된 생과 열반에 든 생을 포함하여 모두 헤아릴 때, 인간도에서 최대 3생이 소요된다는 것 혹은 천상도에서 최대 3생이 소요된다는 것을 뜻한다. 그리고 2생가가(二生家家)는 열반에 이르기까지, 즉, 가가가 된 생과 열반에 든 생을 포함하여 모두 헤아릴 때, 인간도에서 최대 2생이 소요된다는 것 혹은 천상도에서 최대 2생이 소요된다는 것을 뜻한다. 
즉, 3생가가의 경우, 인간도에서 3품의 욕계 수혹을 단멸하여 3생가가가 된 경우, 최대치로 볼 때, ① 인간도에서 가가가 된 생, ② 그 생을 마친 후 천상도에서 1생, ③ 인간도에서 1생, ④ 다시 천상도에서 1생, ⑤ 인간도에서 1생, ⑥ 다시 천상도에서 1생을 살게 된다. 그리고 이 마지막 ⑥ 천상도의 생에서 열반에 든다. 즉, 3생가가는 엄밀히 말해 열반에 들기까지, 즉, 가가가 된 생과 열반에 든 생을 포함하여 최대 6생을 살게 되고, 이 최대 6생 중 인간도에서의 생이 최대 3생이고 또한 천상도에서의 생이 최대 3생이다. 이 때문에 인간도 또는 천상도에서 생의 수에 초점을 맞추어, 실제로는 최대 6생이 걸리지만, 3생가가라고 부르는 것일 뿐이다. 그리고 천상도에서 3품의 욕계 수혹을 단멸하여 3생가가가 된 경우, 최대치로 볼 때, ① 천상도에서 가가가 된 생, ② 그 생을 마친 후 인간도에서 1생, ③ 천상도에서 1생, ④ 다시 인간도에서 1생, ⑤ 천상도에서 1생, ⑥ 다시 인간도에서 1생을 살게 된다. 그리고 이 마지막 ⑥ 인간도의 생에서 열반에 든다. 즉, 열반에 들기까지, 즉, 가가가 된 생과 열반에 든 생을 포함하여 최대 6생을 살게 되고, 이 최대 6생 중 천상도에서의 생이 최대 3생이고 또한 인간도에서의 생이 최대 3생이다.
마찬가지로, 2생가가의 경우, 인간도에서 4품의 욕계 수혹을 단멸하여 2생가가가 된 경우, 최대치로 볼 때, ① 인간도에서 가가가 된 생, ② 그 생을 마친 후 천상도에서 1생, ③ 인간도에서 1생, ④ 다시 천상도에서 1생을 살게 된다. 그리고 이 마지막 ④ 천상도의 생에서 열반에 든다. 즉, 2생가가는 엄밀히 말해 열반에 들기까지, 즉, 가가가 된 생과 열반에 든 생을 포함하여 최대 4생을 살게 되고, 이 최대 4생 중 인간도에서의 생이 최대 2생이고 또한 천상도에서의 생이 최대 2생이다. 이 때문에 인간도 또는 천상도에서 생의 수에 초점을 맞추어, 실제로는 최대 4생이 걸리지만, 2생가가라고 부르는 것일 뿐이다. 그리고 천상도에서 4품의 욕계 수혹을 단멸하여 2생가가가 된 경우, 최대치로 볼 때, ① 천상도에서 가가가 된 생, ② 그 생을 마친 후 인간도에서 1생, ③ 천상도에서 1생, ④ 다시 인간도에서 1생을 살게 된다. 그리고 이 마지막 ④ 인간도의 생에서 열반에 든다. 즉, 열반에 들기까지, 즉, 가가가 된 생과 열반에 든 생을 포함하여 최대 4생을 살게 되고, 이 최대 4생 중 천상도에서의 생이 최대 2생이고 또한 인간도에서의 생이 최대 2생이다.

## 인가가와 천가가
가가가 인간도와 천상도 중 어느 도에서 열반에 드는가에 따라 인가가(人家家) 또는 천가가(天家家)라고 한다. 즉, 가가가 된 후 인간도에서 열반에 드는 이라면 인가가라고 하고 천상도에서 열반에 드는 이라면 천가가라고 한다.
3생가가의 경우, 인간도에서 3생가가가 된 경우, 최대치로 계산할 때, ① 가가가 된 인간도의 생, ② 그 후의 천상도의 생, ③ 다시 인간도의 생, ④ 천상도의 생, ⑤ 다시 인간도의 생, ⑥ 천상도의 생의 최대 6생을 살게 되고, 즉, 인간도의 3생과 천상도의 3생을 교대로 살게 되고, 이 6생 중 마지막의 ⑥ 천상도의 생에서 열반에 든다. 이 경우의 3생가가는 천가가에 속하고 따라서 3생천가가(三生天家家)라고 불린다. 마찬가지로, 천상도에서 3생가가가 된 경우, ① 가가가 된 천상도의 생, ② 그 후의 인간도의 생, ③ 다시 천상도의 생, ④ 인간도의 생, ⑤ 다시 천상도의 생, ⑥ 인간도의 생의 최대 6생을 살게 되고, 즉, 천상도의 3생과 인간도의 3생을 교대로 살게 되고, 이 6생 중 마지막의 ⑥ 인간도의 생에서 열반에 든다.  이 경우의 3생가가는 인가가에 속하고 따라서 3생인가가(三生人家家)라고 불린다.
마찬가지로, 2생가가의 경우, 인간도에서 2생가가가 된 된 경우, 최대치로 계산할 때, ① 가가가 된 인간도의 생, ② 그 후의 천상도의 생, ③ 다시 인간도의 생, ④ 천상도의 생의 최대 4생을 살게 되고, 즉, 인간도의 2생과 천상도의 2생을 교대로 살게 되고, 이 4생 중 마지막의 ④ 천상도의 생에서 열반에 든다. 이 경우의 2생가가는 천가가에 속하고 따라서 2생천가가(二生天家家)라고 불린다. 마찬가지로, 천상도에서 2생가가가 된 경우, ① 가가가 된 천상도의 생, ② 그 후의 인간도의 생, ③ 다시 천상도의 생, ④ 인간도의 생의 최대 4생을 살게 되고, 즉, 천상도의 2생과 인간도의 2생을 교대로 살게 되고, 이 4생 중 마지막의 ④ 인간도의 생에서 열반에 든다. 이 경우의 2생가가는 인가가에 속하고 따라서 2생인가가(二生人家家)라고 불린다.

## 같이 보기
- 성자 (불교)
- 일래향
- 일래과
- 7성(七聖)
- 18유학(十八有學)
- 6종아라한(六種阿羅漢)
- 7종아라한(七種阿羅漢)
- 9무학(九無學)
- 27현성(二十七賢聖)
- 42현성(四十二賢聖)